# Sterilized
Sterilized è un EP della band Death Metal italiana Node, pubblicato nel 2000 dall'etichetta italiana Lucretia Records.
Si tratta di una sorta di compilation di brani presenti sui due dischi precedenti della band (Ask e Technical Crime) più un inedito, la title track Sterilized.
Il brano Virtual God, originariamente presente sull'EP Ask, è stato ri-registrato e cantato dal nuovo cantante Daniel Botti, con un testo diverso dall'originale.

## Tracce
Testi di Botti (tranne dove specificato), musiche di Minelli.
1. Sterilized – 5:32
2. Virtual God – 4:41
3. New Xxx – 4:56
4. Ask – 4:11 (testo: D'Eramo)
5. Tronic Prophecy – 3:36
6. Unaffected – 4:06 (testo: D'Eramo)

## Formazione
Tracce da 1 a 5
- Daniel Botti: voce
- Steve Minelli: chitarra
- Klaus Mariani: basso
- Oinos: batteria

Traccia 6
- Gary D'Eramo: voce e chitarra
- Steve Minelli: chitarra
- Klaus Mariani: basso
- John Manti: batteria